# دریاچه تامبوکان
دریاچه تامبوکان (به لاتین: Lake Tambukan) یک دریاچه در روسیه است که در سرزمین استاوروپول واقع شده‌است.